# Francisco de Paula Martí Mora
Francisco de Paula Martí, né le 22 avril 1761 à Xàtiva (dit alors « San Felipe ») et mort 8 juillet 1827 à Lisbonne, est un graveur et sténographe espagnol, connu comme l’introducteur de la sténographie en Espagne.
Il avait beaucoup de goût pour la gravure et on a conservé de lui, plusieurs œuvres qui attestent de son habileté.

## Carrière
Issu d'une famille aisée, il publia son premier ouvrage de sténographie espagnole proprement dite à Madrid, en 1803, sous le titre Tachigrafia castellana, o arte de escribir con tanta velocidad como se habla y con la misma claridad que la escritura común. Tout en ayant donné à son œuvre un caractère original, Martí s’était beaucoup inspiré de Taylor et de Jean Coulon de Thévenot. Son premier essai, daté de 1800, était aussi une adaptation plus littérale de Taylor.
En 1804, après avoir professé son cours pendant un an, l’auteur y apporta quelques petites modifications telles que, suppression de la voyelle i (sauf dans certains cas), augmentation des terminaisons, représentation des pronoms préfixes, précision des règles pour certains exemples douteux, etc. Ces réformes l’obligèrent à publier un supplément à sa première édition ; le nombre des terminaisons, notamment, fut porté de 14 à 18, puis à 17.

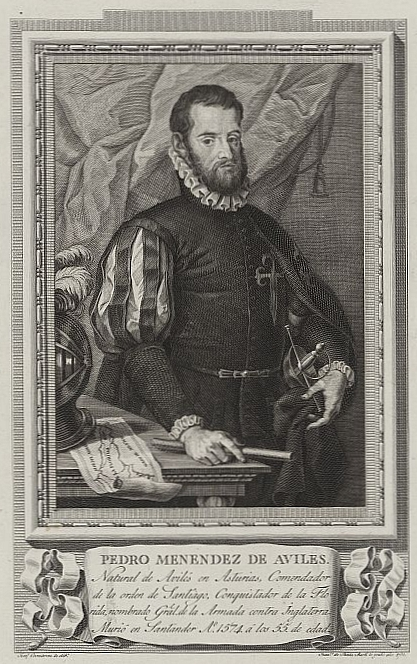
Portrait de Pedro Menéndez de Avilés
par Francisco de Paula Martí (1791).

Les trois éditions suivantes parurent en 1813, 1821 et 1824 ; elles ne diffèrent pour ainsi dire pas les unes des autres. Une de ces éditions renferme un dessin de la main de Martí, avec des inscriptions en caractères sténographiques. Ses travaux littéraires et plusieurs œuvres dramatiques lui acquirent une certaine réputation, mais c’est à la sténographie qu’il dut de passer à la postérité. Ses recherches tachygraphiques lui valurent le titre de membre de la Real Sociedad Económica Matritense.
En 1808, il publiait aussi à Madrid un traité sur la « Polygraphie ou Art d’écrire en chiffres de différentes façons » (Poligrafía; ó Arte de escribir en cifra de diferentes modos.), d’après plusieurs auteurs anciens, notamment Trithème.

## Famille et décès
Il eut deux enfants. Son fils, Angel Ramón Martí, introduisit en 1820 le système de son père au Portugal avec le concours de Pedro Barinaga, qui publia à Naples, en 1828, une adaptation à la langue italienne. Ramón Martí dirigea assez longtemps le « Diario de Sesiones » avec le concours de précieux collaborateurs. Il publia aussi une méthode de sténographie musicale. La fille de Martí, María, épousa Sebastián Eugenio Vela, l’élève préféré de son père.
D’une santé délicate, le célèbre sténographe mourut à Lisbonne en juillet 1827.

## Hommage posthume
Dans le Parque del Retiro à Madrid, on a érigé un monument à sa mémoire, sur lequel on peut lire, sous son buste, A Francisco De Paula Martí Mora, inventor de la taquigrafía española. 1761 - 1827 et sur le fronton, le texte latin de Martial Currant verba licet, manus est velocior illis, nondum lingua suum dextra peregit opus.,

## Œuvres
- Tachigrafía castellana; ó, Arte de escribir con tanta velocidad como se habla y con la misma claridad que la escrítura comun. Madrid, 1803. (OCLC 38743933)
- Poligrafía; ó Arte de escribir en cifra de diferentes modos. Arreglado á los métodos de varios autores antiguos y modernos. Madrid, Impr. de Sancha, 1808. (OCLC 28211765)
- El dia dos de Mayo de 1808, en Madrid: y muerte heroica de Daoiz y velarde. Tragedia en tres actos en verso. Representada por primera vez en el Coliseo del príncipe el dia 9 de Julio de 1813. Madrid : Impr. de Repullés, 1813. (OCLC 19050877)
- Tachigrafía de la lengua castellana. Barcelona, Impr. de A. Roca, 1816. (OCLC 28211704)
- Taquigrafía castellana : notas martinianas, o ́arte de escribir con tanta velocidad como se habla, y con la misma claridad que la escritura comun. Madrid : En la Imprenta Nacional, 1821. (OCLC 20386813)

## Sources
- (en) « Shorthand », dans Encyclopædia Britannica [détail de l’édition], 1911 (lire sur Wikisource).
- (de) Karl Faulmann, Geschichte und Litteratur der Stenographie, Wien : A. Pichlers Wittwe & Sohn, 1895. (OCLC 38709830)